# Bray-Dunes
Bray-Dunes je francouzská obec v departementu Nord v regionu Hauts-de-France. V roce 2009 zde žilo 4 688 obyvatel.
Jedná se o nejseverněji položenou francouzskou obec. Leží na pobřeží Severního moře u hranic s Belgií.